# Melese nigropunctata
Melese nigropunctata là một loài bướm đêm thuộc phân họ Arctiinae, họ Erebidae.